# Wielandia bemarensis
Wielandia bemarensis là một loài thực vật có hoa trong họ Diệp hạ châu. Loài này được (Leandri) Petra Hoffm. & McPherson mô tả khoa học đầu tiên năm 2007.